# Ernst Toch
Ernst Toch, né le 7 décembre 1887 à Vienne et mort le 1er octobre 1964 à Santa Monica, est un compositeur, pianiste, théoricien et pédagogue d'origine autrichienne.

## Biographie
D'abord autodidacte, il étudie ensuite (outre la philosophie et la médecine) la composition et le piano au Conservatoire Hoch de Francfort (Allemagne) puis mène une double carrière de pianiste-concertiste et de compositeur. De plus, en 1914, il enseigne le piano et la composition au Conservatoire de Mannheim, avant de servir dans l'armée allemande, sur le front italien, durant la Première Guerre mondiale. Celle-ci achevée, il revient à Mannheim et ultérieurement, en 1928, s'installe à Berlin avec sa famille.
De religion juive, l'avènement du nazisme en 1933 le contraint à fuir l'Allemagne (sa musique est classée « dégénérée » par le régime d'Hitler). Après un passage par Paris et Londres, il s'exile en 1934 aux États-Unis, où il s'établit définitivement. Outre ses activités de compositeur (notamment pour le cinéma, de 1934 à 1945), il enseignera la composition et la théorie musicale — il écrira des ouvrages dans ce dernier registre — à l'université de Californie du Sud de Los Angeles, à partir de 1936 (parmi ses élèves, citons Alex North et Leonard Pennario).
Le catalogue de ses compositions (marquées par la polyphonie) comprend des pièces pour piano, de la musique de chambre (dont treize quatuors à cordes, les cinq premiers étant réputés perdus), des œuvres pour orchestre (dont sept symphonies — sa troisième recevant en 1956, dans la catégorie musique, le prix Pulitzer —), des musiques de scène et de films, des œuvres chorales et/ou avec voix soliste(s), ainsi que des opéras. En particulier, il est connu pour avoir développé la technique du « chœur parlé », notamment dans sa Fugue géographique (1930), une de ses compositions les plus connues.

## Œuvres

### Pièces pour piano
- 1903 : Sketches mélodiques (Melodische Skizzen) op. 9 ;
- 1903 : Trois préludes op. 10 ;
- 1904 : Scherzo en si mineur op. 11 ;
- 1905 : Versets d'album (Stammbuchverse) op. 13 ;
- 1909 : Réminiscences (Reminiszenzen) op. 14 ;
- 1923 : Burlesques (Burlesken) op. 31 ;
- 1924 : Trois pièces op. 32 ;
- 1928 : Sonate op. 47 ;
- 1931 : Cinq cahiers de dix études chacun op. 55 à 59 ;
- 1946 : Profiles op. 68 ;
- 1946 Ideas op. 69 ;
- 1961 : Trois petites danses op. 85 ;
- 1962 : Reflections op. 86 ;
- 1962 : Sonate à quatre mains op. 87.

### Musique de chambre
Quatuors à cordes
(no 6) en la mineur op. 12 (1905) ; (no 7) en sol majeur op. 15 (1908) ; (no 8) en ré bémol majeur op. 18 (1910) ; (no 9) en ut majeur op. 26 (1919) ; (no 10) sur le nom Bass op. 28 (1920) ; (no 11) op. 34 (1924) ; (no 12) op. 70 (1946) ; (no 13) op. 74 (1954). 
Autres œuvres
- 1906 : Symphonie de chambre (Kammersymphonie) en fa majeur, pour neuf instruments ;
- 1912 : Sonate pour violon et piano (no 1) op. 21 ;
- 1923 : Suite de danses (Tanz-Suite), pour flûte, clarinette, violon, alto, contrebasse et percussion op. 30 ;
- 1928 : Sonate pour violon et piano (no 2) op. 44 ;
- 1929 : Sonate pour violoncelle et piano op. 50 ;
- 1936 : Trio à cordes op. 63 ;
- 1938 : Quintette avec piano op. 64 ;
- 1964 : Quatuor pour hautbois, clarinette, basson et alto op. 98.

### Œuvres pour orchestre
Symphonies
no 1 op. 72 (1950) ; no 2 op. 73 (1951) ; no 3 op. 75 (1955) ; no 4, avec récitant, op. 80 (1957) ; no 5 Jephtha, Rhapsodic Poem op. 89 (1963) ; no 6 op. 93 (1963) ; no 7 op. 95 (1964).
Autres œuvres avec orchestre
- 1904 : Scherzo en si mineur op. 11 (version orchestrale de la pièce éponyme pour piano sus-visée) ;
- 1924 : Cinq pièces pour orchestre de chambre op. 33 ; Concerto pour violoncelle et orchestre de chambre op. 35 ;
- 1926 : Concerto pour piano no 1 op. 38 ; Divertimento pour orchestre à vents op. 39 ;
- 1928 : Bunte Suite op. 48 ;
- 1933 : Symphonie concertante avec piano (concerto pour piano no 2) op. 61 ;
- 1953 : Notturno op. 77 ;
- 1964 : Sinfonietta pour instruments à vent et percussion op. 97.

### Œuvres avec voix soliste(s)
- 1922 : La Flûte chinoise (Die Chinesische Flöte), pour soprano, deux flûtes, clarinette, clarinette basse, percussion, célesta et cordes op. 29 ;
- 1926 : 9 lieder pour soprano et piano op. 41 ;
- 1931 : Musique pour orchestre et baryton (Musik für Orchester und eine Baritonstimme) op. 60 ;
- 1942 : Poèmes pour Martha (Poems to Martha), pour voix médiane et quatuor à cordes ;
- 1953 : There is a Season for Everything, pour mezzo-soprano, flûte, clarinette, violon et violoncelle ;
- 1954 : Vanity of Vanities, pour soprano, ténor, flûte, clarinette, violon, alto et violoncelle.

### Œuvres chorales
- 1913 : À ma patrie (An mein Vaterland), pour soprano, chœur mixte, chœur de garçons, orchestre et orgue, op.23 ;
- 1930 : Fugue géographique (Fuge aus der Geographie) pour chœur parlé a cappella ; Le Zodiaque (Der Tierkreis) pour chœur de femmes a cappella ; L'Eau (Das Wasser), cantate pour ténor, baryton, récitant, chœurs, flûte, trompette, percussion et cordes, d'après Alfred Döblin, op. 53 ;
- 1938 : Cantate des herbes amères (Cantata of the Bitter Herbs) pour soprano, alto, ténor, baryton, récitant, chœurs et orchestre op. 65 ;
- 1945 : Le Cercle intime (The Inner Circle), six chœurs mixtes a cappella op. 67 (révisés en 1953) ;
- 1957 : Fantômes (Phantoms), pour couple de récitants, chœur parlé de femmes, flûte, clarinette, vibraphone, xylophone, timbales et percussion op. 81 ;
- 1961 : Song of Myself, pour chœur mixte a cappella ; Valse (Waltz), pour chœur parlé et percussion ad libitum.

### Opéras
- 1927 : La Princesse au petit pois (Die Prinzessin auf der Erbse) op. 43, en un acte, d'après l'œuvre éponyme de Hans Christian Andersen ;
- 1928 : Edgar et Émilie  (Egon und Emilie) op. 46, en un acte, d'après Christian Morgenstern ;
- 1929 : L'Éventail (Der Fächer) op. 51, en trois actes ;
- 1962 : Schéhérazade : le dernier conte (Scheherazade : The Last Tale) op. 88, en un acte.

### Musiques de scène
- 1910 : Le Rêve de Nouvel An des enfants (Der Kinder Neujahrstraum), pour soprano, alto, ténor, baryton, chœurs et orchestre op. 19 (pour une pièce de théâtre)
- 1931 : Oedipus Rex (König Ödipus), pour deux clarinettes, deux trompettes, deux trombones, percussion et cordes ; Médée (Medea), pour ensemble à vents, percussion et chœur parlé ; Turandot, pour flûte, clarinette, trompette en ut, violoncelle, piano et percussion (pour des pièces radiophoniques) ;
- 1939 : Guillaume Tell (William Tell), pour flûte, deux clarinettes, basson, trompette, cor, deux trombones, percussion et chœurs (pour une pièce de théâtre).

### Musiques de films
- 1934 : The Rise of Catherine the Great (ou Catherine the Great) de Paul Czinner (non crédité)
- 1934 : Little Friend de Berthold Viertel (non crédité)
- 1935 : Peter Ibbetson de Henry Hathaway
- 1936 : Le général est mort à l'aube (The General died at Dawn) de Lewis Milestone (non crédité)
- 1937 : Outcast de Robert Florey
- 1937 : On Such a Night d'Ewald André Dupont
- 1937 : Heidi d'Allan Dwan (non crédité)
- 1939 : Le Mystère de la maison Norman (The Cat and the Canary) d'Elliott Nugent
- 1939 : Les Trois Louf'quetaires (The Three Musketeers) d'Allan Dwan (non crédité)
- 1939 : Et la parole fut (The Story of Alexander Graham Bell) d'Irving Cummings
- 1939 : Return of the Cisco Kid d'Herbert I. Leeds (non crédité)
- 1940 : Le Mystère du château maudit (The Ghost Breakers) de George Marshall
- 1940 : Docteur Cyclope (Dr. Cyclops) d'Ernest B. Schoedsack
- 1941 : Ladies in Retirement de Charles Vidor
- 1943 : First Comes Courage de Dorothy Arzner
- 1944 : None Shall Escape d'André de Toth
- 1944 : Inconnu à cette adresse (Address Unknown) de William Cameron Menzies
- 1945 : L'Invisible Meurtrier (The Unseen) de Lewis Allen